# Jahja Atjat Állah
Jahja Atjat Állah (Szafi, 1995. március 2. –) marokkói válogatott labdarúgó, az egyiptomi el-Ahlí hátvédje, kölcsönben az orosz PFK Szocsi csapatától.

## Pályafutása

### Klubcsapatokban
Állah a marokkói Szafi városában született. Az ifjúsági pályafutását a helyi Olympic Szafi akadémiájánál kezdte.
2014-ben mutatkozott be az Olympic Szafi felnőtt keretében. 2019-ben a görög első osztályban szereplő Voloszhoz igazolt. 2020. január 1-jén 2½ éves szerződést kötött a Vidad Casablanca együttesével. 2024. február 8-án az orosz PFK Szocsi szerződtette. 2024. április 10-én betalált a Szpartak Moszkva ellen 1–0-ra megnyert bajnokin. 2024. augusztus 9-én a 2024–25-ös szezon végéig az egyiptomi el-Ahlí csapatához került kölcsönbe.

### A válogatottban
2022-ben debütált a marokkói válogatottban. Először a 2022. március 29-ei, Kongói DK ellen 4–1-re megnyert mérkőzés 81. percében, Adam Masinat váltva lépett pályára. 2022. november 10-én bekerült a 2022-es világbajnokságra készülő 26 fős marokkói keretbe. A csoportkörben két mérkőzésen lépett pályára Belgium és Kanada ellen. A Spanyolország elleni nyolcaddöntőben csereként szállt be, azonban Núszír Mázráví sérülése miatt a Portugália elleni negyeddöntőben kezdőként szerepelt. Meg is hálálta a bizalmat, hiszen ő adta a győztes gólpasszt Júszef el-Neszjrínek. Az elődöntőben és a bronzmeccsen is pályára lépett, azonban Marokkó csak a negyedik helyet tudta megszerezni Argentína, Franciaország és Horvátország mögött. 2023. december 28-án bekerült a 2023-as afrikai nemzetek kupájára készülő 27 fös keretbe.

## Statisztikák

### A válogatottban
| Válogatott | Év       | Pályára lépés | Gól |
| ---------- | -------- | ------------- | --- |
| Marokkó    | 2022     | 10            | 0   |
| Marokkó    | 2023     | 5             | 0   |
| Marokkó    | 2024     | 7             | 0   |
| Összesen   | Összesen | 22            | 0   |

## Sikerei, díjai

### Klubcsapatokban
Vidad Casablanca
- Marokkói bajnok (2×): 2020–21, 2021–22
- CAF-bajnokok ligája (1×): 2021–22[19]
- African Football League ezüstérmes (1×): 2023[20]

### Egyéni
- A marokkói bajnokság (Botola Pro) álomcsapatának tagja: 2021–22[21]
- Az év játékosa a Vidad Casablanca csapatánál: 2021–22